# Cryptoperla uenoi
Cryptoperla uenoi är en bäcksländeart som först beskrevs av Kohno 1946.  Cryptoperla uenoi ingår i släktet Cryptoperla och familjen Peltoperlidae. Inga underarter finns listade i Catalogue of Life.